# Terratrèmol de Creta del 365
El terratrèmol de Creta del 365 va succeir a trenc d'alba del dia 21 de juliol i, va afectar sobretot a la costa oriental de la mar Mediterrània, però també es va notar a la península Ibèrica. Els geòlegs dedueixen que va tenir una magnitud 8 o superior. L'epicentre va estar a l'illa de Creta, on totes les ciutats d'allà van quedar destruïdes, altres llocs on van quedar ciutats molt malmeses van ser: Grècia, Egipte, Líbia, Xipre i Sicília.
A conseqüència del terratrèmol, va haver-hi una onada gegant (tsunami) que fa agafar d'imprevist molta gent que estava en aquell moment a prop de la mar i els va matar, a més va destruir construccions portuàries. Diversos historiadors de l'antiguitat van deixar per escrit aquest desgraciat esdeveniment.

## Les proves geològiques

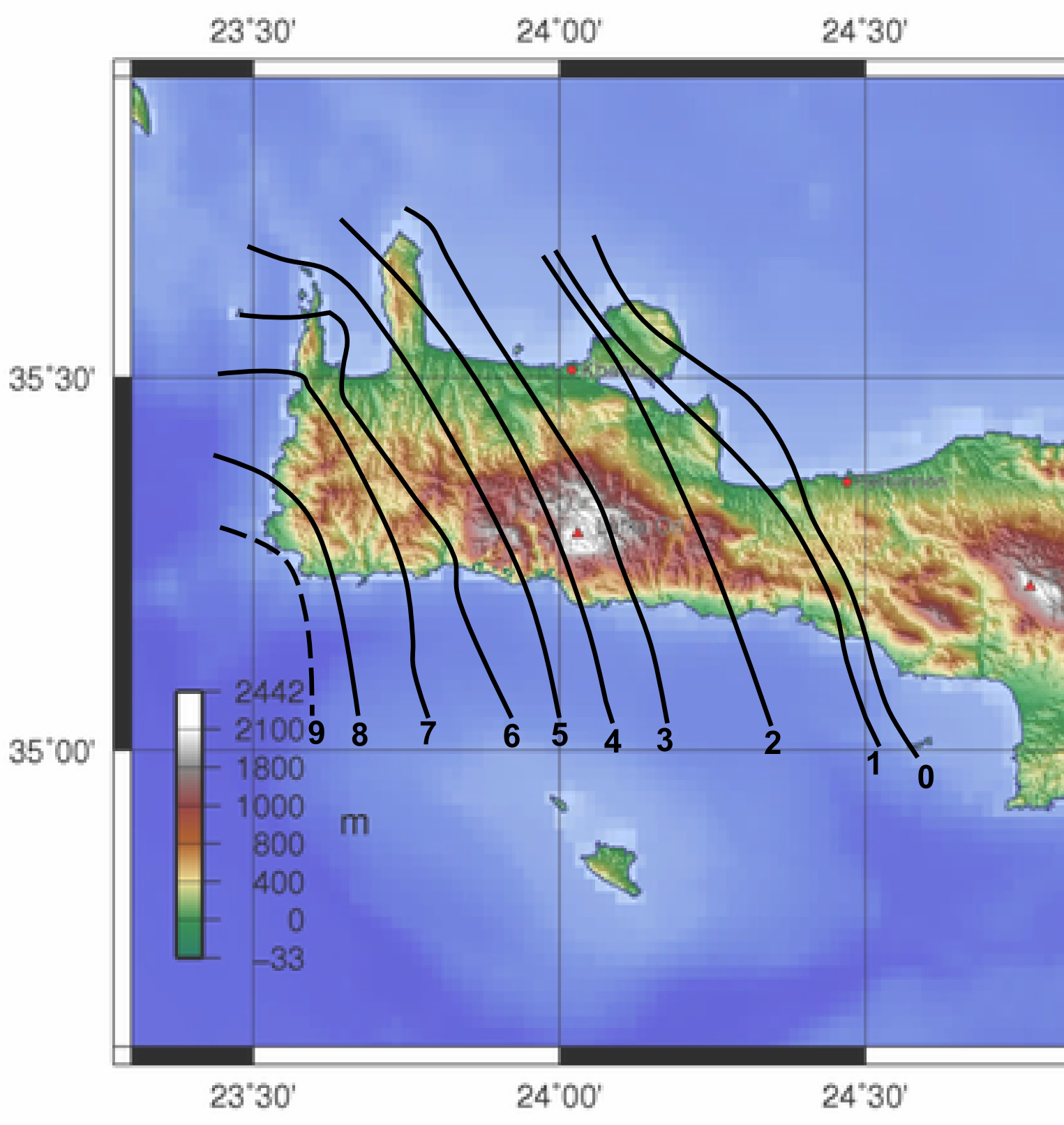
Mapa de l'oest de Creta amb les línies que marquen en metres els diferents nivells d'elevació (en metres) relacionats amb el terratrèmol del 365, segons l'estudi de Flemming (1978).

Els estudis geològics consideren el terratrèmol de Creta de l'any 365 com a part d'un gran conjunt d'activitat sísmica a la zona oriental de la Mediterrània que es va manifestar entre el segle IV i el VI, que podria ser la conseqüència d'una reactivació dels límits de les plaques tectòniques més grans d'aquell lloc. Es creu que aquest terratrèmol va ser el responsable d'una elevació de nou metres de l'illa de Creta, que s'ha estimat correspondria a un moment sísmic de ~1029 dines per centímetre quadrat. Un terratrèmol d'aquestes proporcions sobrepassa a tots els coneguts que han afectat aquesta regió.
La Universitat de Cambridge va realitzar uns estudis datant els coralls de la costa de Creta que s'havien aixecat deu metres i havien quedat sense aigua durant una elevació del terreny que hi va haver. Això indica que el tsunami de l'any 365 va ser causat per un terratrèmol originat en un punt de la falla que limita amb la fossa tectònica hel·lena. Els científics estimen que una elevació tan gran només passa una vegada cada 5.000 anys; per altra banda, els segments restants de la falla es van esfondrar a una escala similar, cosa que pot passar cada 800 anys aproximadament. No hi ha cap certesa de si "un dels bancals contigus podria lliscar en el futur".

## Les fonts històriques
Els historiadors actuals encara debaten si el que van relatar els historiadors de l'antiguitat era un únic terratrèmol esdevingut l'any 365 o si el que descrivien era una amalgama de diversos terratrèmols ocorreguts entre el 350 o el 450. La interpretació de les fonts documentals antigues és complicada per la tendència dels antics cronistes a narrar desastres naturals com a respostes o advertències divines amb relació a fets polítics o religiosos. Concretament pel que fa al virulent antagonisme entre el cristianisme, en aquell moment recentment associat al poder, i el paganisme, va ser un fort motiu per distorsionar la realitat i amagar o exagerar allò en què es basaria un historiador modern. Per tant, el sofista Libani i el cristià Hèrmies Sozomen semblen confondre el gran terratrèmol del 365 amb altres menors per presentar-lo com la tristesa o la ira divina, (depenent dels respectius punts de vista), per la mort de l'emperador Julià, que havia intentat restaurar la religió pagana dos anys abans.La descripció que en fa Ammià Marcel·lí es considera més imparcial.
En conjunt, però, les nombroses referències a terratrèmols en una època que es va caracteritzar per l'escassetat de datacions precises, reforça la hipòtesi que en realitat estaven descrivint un període de moviments sísmics més que un únic esdeveniment. Se sap, per exemple que la ciutat de Kourion, a Xipre, va ser copejada per cinc forts terratrèmols, els quals van passar durant un període de vuitanta anys, i finalment va quedar completament destruïda.

## Estudis arqueològics
També l'arqueologia ha aportat proves que demostren els efectes devastadors en ciutats de la costa mediterrània al voltant de l'any 365.

## El tsunami

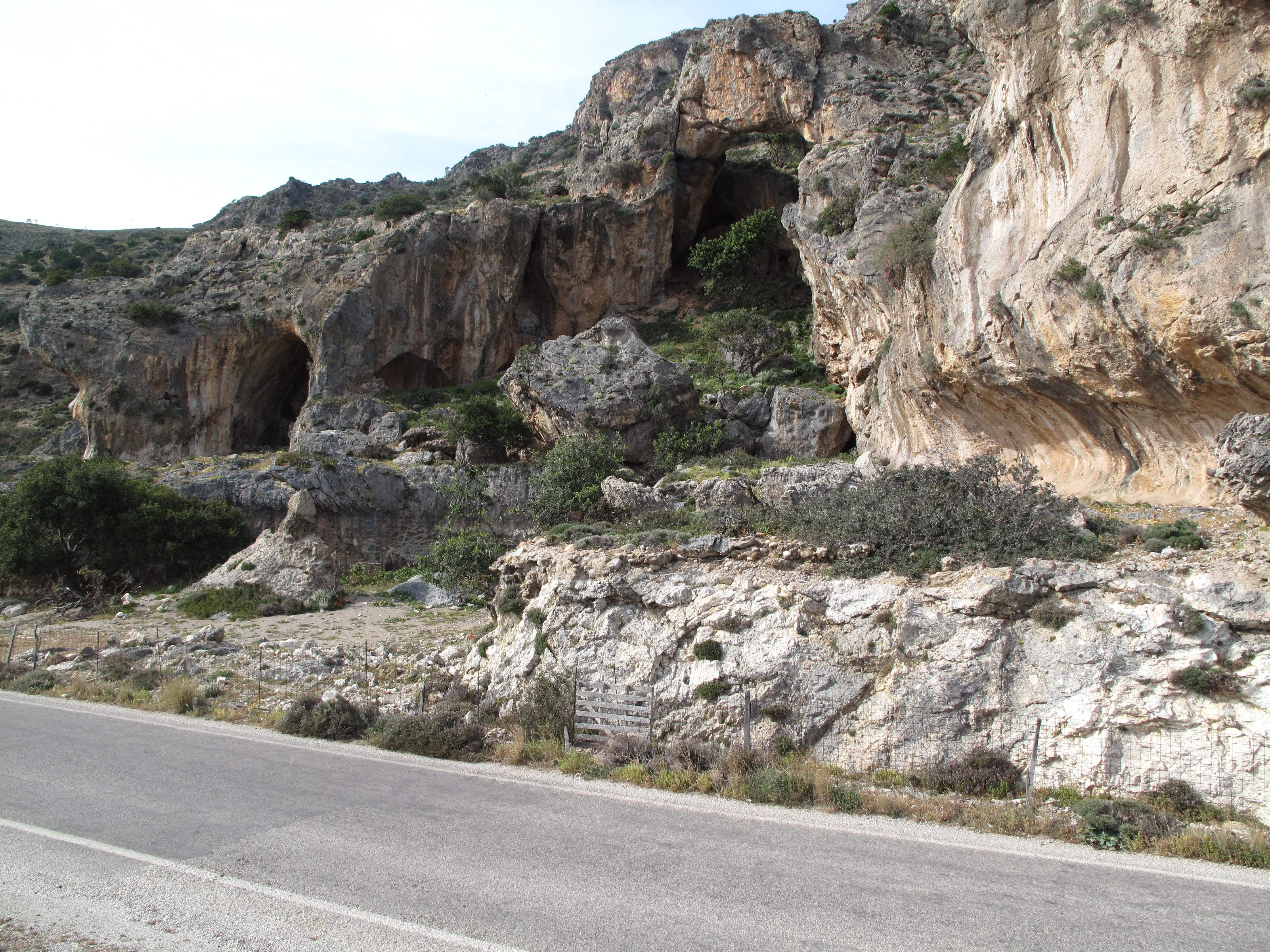
Zona oest de la costa de Creta que es va elevar durant el terratrèmol

L'historiador romà Ammià Marcel·lí va descriure com la mar es va retirar a primeres hores del dia 21 de juliol, enduent-se les barques que estaven als ports i després es va formar una ona gegant que va llençar amb força aquelles barques contra la costa, destruint ports com el d'Alexandria i matant o ferint a milers de persones. Es tracta de la primera descripció d'un tsunami i els seus efectes. Alguns dels efectes li van ser explicats, però ell deia haver vist personalment barques damunt les teulades d'algunes cases a Metone, també cita altres ciutats allunyades de Creta, com Almeria, que van patir els estralls.
El tsunami que es va originar a conseqüència del terratrèmol de l'any 365 fou tan devastador que, a Alexandria, es va recordar la data del seu aniversari fins als acabaments del segle vi, on als calendaris constava com "el dia de l'horror". Per empitjorar les coses, les ciutats no van rebre cap mena de suport per part de l'emperador que governava, Valentinià I, qui només es va preocupar d'enviar un funcionari que informés de si hi hauria problemes a l'hora de recaptar els impostos. Entre les destruccions, a més de les construccions portuàries, hi va haver obres d'art i llibres.